# Бай Миле
Милчо Борисов Бонев, по-известен като Бай Миле, е един от ръководителите на организираната престъпност в България след 1990 г. и сред първите основатели на престъпната групировка СИК. Застрелян е брутално на 30 юли 2004 г. в ресторант - градина Славия на ул. ,,Коломан’’ 1 в столицата.

## Биография
Прякора си Бай Миле получава още като служител на МВР, като отначало работи с ВИС. Държал е охранителни фирми в Самоков. Работил е с Константин Димитров (Косьо Самоковеца). 
След убийството си през 2004 г., оставя големи богатства на дъщеря си. А тя през 2013 г. отваря един от най - скъпите, луксозни и известни СПА центрове в столицата. Той е нейна собственост и до ден днешен. Споделя, че именно от него печели страшно много богатство още.

### СИК
Бай Миле е измежду основателите на силовата групировка СИК, заедно с Красимир Маринов – Маргина, Дмитрий Минев-Руснака, Румен Николов (Пашата), Младен Михалев – Маджо и Венцислав Стефанов. Всички са били съдружници в „Интергруп и партнерс“ ООД, от която всички, освен Пашата, излизат през юли 1999 г.
Имал е бизнес и с известния от близкото минало бизнесмен Пламен Тимев-Ганди. Според различни хора от подземния свят, двамата са имали дискотеки в София и по Черноморието. Той участва в бургаските фирми „Холидей БГ“, „Холидей БГД“ ООД, във варненските „ШАГ“ ООД, „Пеликан груп-96“ ООД (заедно с известния като наместник на СИК във Варна Йордан Марков, който загива след като е взривен в блок през ноември 1997 г.), „Пеликан груп“ ООД и „Агромил“. В столицата е регистриран като собственик на фирмите „ММ-999-Милчо Бонев“, „Бонилтравел“ООД, „И Джи Ем“ ЕООД и „Живот 1“ ООД. Според регистрацията повечето от фирмите на Бай Миле се занимават с туристическа дейност и застраховки.
През септември 2001 г. мощна бомба гръмва пред блока на Милчо Бонев в столичния квартал „Изток“. Експлозията става точно, когато Бонев влиза във входа на блока си, придружаван от двамата си охранители. Бомбата ранява тежко телохранителите на Бонев – 30-годишния Васил Костов и 36-годишния Николай Йорданов.
Други фирми, в които Милчо Бонев е участвал, са: „И Джи Ем“, „Агромил“, „Бонил Травел“, „Европриз“ и „Живот 1“. Бизнесменът държи хотели в курорта Боровец. Той е и един от шефовете на Славия (София).
Милчо Бонев е имал интереси и в родния футбол. Интересите му във футбола се засилват през 2000 г. Тогава финансовият благодетел на Славия Младен Михалев – Маджо отново се ангажира с управлението на клуба. Известният като Бай Миле бизнесмен става дясната му ръка. В екип с мениджър Любомир Воркапич той води в Славия бившия треньор на Марсилия Жарко Оларевич. Бонев има сериозно участие и в трансферите на немалко сръбски играчи в наши отбори.
В статия в най-тиражирания сръбски вестник „Вечерни новости“ е обявен за основен доставчик на дрога в западната ни съседка. Огромното заглавие „Бай Миле снабдява с хероин Земунския клан“ на първа страница на „Вечерни новости“ направи от новината събитие №1 за всички телевизии в Сърбия. В статията се съобщава, че след операция „Сабя“, която унищожи въпросния клан на боса Легия (името идва от белградския квартал Земун, където бил базиран), българи са направили контакт с наследниците на Земунци. Изрично се уточнява, че „комшиите засега само зареждат с хероин, но нямат разпространителска мрежа“. „Това е напълно достатъчно на българите. Знаем, че Милчо Бонев е работил със Земунския клан“, признава и тогавашният министър на западната ни съседка Душан Михайлович. Според Михайлович Бай Миле е работил с Вождовачкия и Новобелградския клан. „Вечерни новости“ уточнява, че полицаите в София не знаят откъде Милчо Бонев ръководи хората си, защото той бил непрекъснато в движение между България и Сърбия. „Бай Миле се крие вече втора година от хората, които през 2001 г. се опитаха да взривят бившата барета“, разкрива изданието.
На 1 октомври 2001 г. адска машина разбива прозорците на жилищна кооперация в софийския кв. „Изток“, където живее Милчо Бонев. Бай Миле оцелява и напуска България задълго. МВР има подозрения, че той е натопил Поли Пантев и в отговор Женята е организирал атентат срещу него.

### Убийство
На 30 юли 2004 г. при стрелбата в ресторант - градина „Славия“ на ул. „Коломан“ 1 в София, губят живота си 6 души, други двама са тежко ранени. Сред загиналите е Милчо Бонев. Често Бай Миле посещавал ресторанта, за да обядва в горещите летни дни. Така е и на 30 юли 2004 г. - горещ летен и слънчев ден. За Бай Миле - 30 юли 2004 г. започва както обикновено - минаване през офисите на СИК на бул. ,,Симеоновско шосе’’ в столицата, а след това обяд както обикновено в любимия му ресторант. В този ден е било планирано, докато обядва да води и важен разговор с Михаил Михалев - Маджо в ресторанта. Така и става - около 15 ч. бронираните мерцедеси на Бай Миле спират на ул. ,,Коломан’’ 1 в столицата, от автомобилите слизат - Бай Миле заобиколен от всички страни от 10 охранители: 2-ма остават да пазят отвън, а другите 8 влизат вътре. Те се насочват към ресторанта, влизат спокойно в него, сядат на масите в градината и нищо не подозира, че текат последните минути живот за двамата мъже и част от охранителите им. До около 10 минути преди Бай Миле да влезе в ресторана - в него е имало компания от младо семейство с малки деца, които обаче си тръгват и по това време в ресторанта няма никой друг освен обслужващият персонал - сервитьори, които обслужват градината и бармани, които работят на външния бар отново в градината на ресторанта. Около 15, 30 ч. или само около половин час след като Бай Миле е в ресторана, пред него спират две коли - едната е черен джип, а другата - син джип на който има лепенки: ПОЛИЦИЯ. От двата джипа изкачат общо 7 души, които са облечени като полицаи. Те веднага се насочват към градината на ресторанта, като още на входа застрелват 2-мата охранители на Бонев. Влизат в градината с викове: ,,Легни на пода! Полиция!’’. Бай Миле и Маджо са била от толкова малко време в ресторанта, че още не са си били поръчали нищо. Въпреки това, двамата мъже се подчиняват, дори без да окажат съпротива. Килърите застрелват първо част от охранители на масата до Бонев и Маджо, а след това и самите тях. Само 2-ма от охранителите на Бонев са ранени, но впоследствие оцеляват, другата част - загиват на място. След това с тичане напускат ресторанта, качват се на джиповете, потеглят и бягат. Всичко се разиграва за общо 15 минути. Барманка от външния бар на заведението подава сигнала към полицията. Започват дълги огледи на мястото. Там пристига и Бойко Борисов - тогава още главен секретар на МВР. Видеозаписи от камери на централните офиси на фирми, които се намират в близост до ресторанта, на ул. ,,Коломан’’ 6 в столицата, показват на разследващите посоката, в която тръгват да бягат килърите. Впоследствие на разследващите прави впечатление, че преди стрелбата по улицата преминава мотоциклет, който оглежда отдалеч мястото, след това и млад мъж влиза в заведението и поръчва от външния бар  четири кафета, но в пластмасови чашки, след което бързо излиза. Друго впечатление, което прави на разследващите е че при огледа на престъплението в Милчо Бонев и Михаил Михалев  не са открити мобилните им телефони, с които те се движат постоянно. След всички огледи ресторантът е отворен отново за посетители на 3 август 2004 г., а Бай Миле е погребан на Боянските гробища на 4 август 2004 г. Делото за убийството на Бай Миле е прекратено поради давност през 2015 г. и така и не става ясно нито кой е извършител на убийствата, нито кой ги е ,,поръчал’’. 